# Rudy Provoost
Rudy Provoost, né le 16 octobre 1959, est un homme d'affaires, dirigeant d'entreprise et entrepreneur belge. 

## Formation et début de carrière
Rudy Provoost détient un Master de psychologie de l’Université de Gand (1982) et un Master de gestion d'entreprise de la Vlerick Business School (1983) en Belgique. 
Il a commencé sa carrière chez Procter & Gamble en 1984, avant de rejoindre Canon en 1987.
En 1992, il devient directeur général de Whirlpool Corporation en Belgique, puis vice-président des Services aux consommateurs pour l’Europe (basé en Allemagne). En 1994, il est nommé membre du Conseil d’administration du groupe Whirlpool, Vice-président des ventes du groupe Whirlpool (basé en Italie) puis Vice-président marketing. Enfin, en 1999, il devient Vice-Président de Whirlpool en Europe.

## Philips
En 2000, Rudy Provoost entre au sein du groupe Philips en tant que Vice-président Europe de Philips Consumer Electronics. Il occupe ce poste jusqu’en 2003, date à laquelle il devient Directeur mondial des ventes et des services internationaux de l'électronique grand public et membre du comité de direction générale de Philips Consumer Electronics dont il devient le Directeur général et prend la tête entre 2004 et 2008. Il réorganise la division de l’électronique grand public en réponse à la révolution numérique dans le monde du mobile et des loisirs. Avec une attention particulière accordée a l'innovation,.À partir de 2006, il entre au directoire du groupe Philips dont il reste membre après sa nomination au poste de Directeur général de Philips Lighting en 2008. À la tête de la division éclairage, il lance le plan stratégique « Simply Enhancing Life with Light » (« améliorer la vie des personnes grâce à la lumière ») , qui vise à positionner la société comme le leader mondial de l’éclairage et termes d’innovation et de développement durable. Plus grand fabricant mondial de produits d’éclairage, Philips Lighting est l'un des principaux acteurs de la révolution des LED (diodes électroluminescentes) -certaines innovations ont été récompensées par des prix- et de l’intégration de systèmes de LEDS.
En tant que président du comité du développement durable de Philips en 2009, Rudy Provoost lance le programme Ecovision5, un plan d’action environnemental et de responsabilité sociale pour l’ensemble des divisions du groupe.

## Rexel
En octobre 2011, il prend la tête du directoire du groupe français Rexel, spécialisé dans la distribution de matériel électrique,. 
En juin 2012, il lance le projet d’entreprise « energy in motion », qui vise à mobiliser le groupe notamment autour d'une feuille de route de transformation  et de croissance  L’expression « energy in motion » fait référence aux transformations rapides du monde de l’énergie, marquées par la convergence entre l’énergie et le numérique. En mai 2013, Rudy Provoost devient le Président de la Fondation Rexel pour le Progrès énergétique, lancée sous les auspices de la Fondation de France. En mai 2014, Rudy Provoost devient Président-Directeur Général du groupe Rexel. Fin juin 2016, il quitte ses fonctions de Président-Directeur Général.

## Autres activités et publications
Rudy Provoost est le fondateur de la societé YquitY, spécialisée en services de conseil en gestion d'entreprise.
Depuis 2017, Rudy Provoost est membre du conseil d'administration d'Elia, le gestionnaire du réseau de transport d’électricité national en Belgique. Depuis 2014, Rudy Provoost est également membre du conseil de surveillance et du comité stratégique de Randstad et membre du conseil d'administration de la Vlerick Business School depuis 2009.
Rudy Provoost a été membre du Conseil d’administration de TCL Corporation, un fabricant de matériel électronique chinois, de 2007 à 2009 et Président du Directoire de LG.Philips LCD (plus tard renommé LG Display, dont le siège est en Corée du Sud) de 2006 à 2008. De 2008 à 2010, il a été membre du Conseil d’administration de la Fédération européenne du management de la qualité.
Rudy Provoost a été Président du Conseil exécutif de DigitalEurope, précédemment connue comme EICTA (European Information Technology, Consumer 
Electronics and Telecommunication Association). À cette fonction, il a représenté l’industrie numérique auprès de la Commission européenne de 2004 à 2008.
Il a contribué à l’ouvrage collectif The balancing act of innovation mais aussi à la série de publications consacrées à l’innovation Knowledge@Wharton de la Wharton School.
Il est aussi l’auteur de l’essai Énergie 3.0, paru aux Éditions du Cherche-Midi en octobre 2013, consacré aux transformations du monde de l’énergie. 
Le 22 novembre 2022, il devient président du patronat flamand, le Voka. 